# Ivana Dežić
Ivana Dežić (* 27. Juli 1994 in Varaždin) ist eine kroatische Handballspielerin, die dem Kader der kroatischen Nationalmannschaft angehört.

## Karriere
Dežić erlernte das Handballspielen beim RK Ludbreg und lief später für ŽRK Zrinski Čakovec auf. Anschließend spielte sie bis zum Jahre 2015 in ihrem Geburtsort beim ŽRK Koka Varaždin. Anschließend wechselte die Rückraumspielerin zum ŽRK Podravka Koprivnica. Mit Podravka Koprivnica gewann sie 2016, 2017 und 2018 die kroatische Meisterschaft sowie 2016 und 2017 den kroatischen Pokal. Im Sommer 2018 schloss sich die Linkshänderin dem polnischen Erstligisten Pogoń Baltica Szczecin an. Ein Jahr später kehrte sie zum ŽRK Koka Varaždin zurück. Aufgrund einer Knieoperation im November 2020 fiel sie für den Rest der Saison 2020/21 aus.
Dežić verließ im Dezember 2021 Koka und schloss sich dem Ligakonkurrenten ŽRK Lokomotiva Zagreb an, mit dem sie 2022 die kroatische Meisterschaft gewann. In der Saison 2022/23 stand sie beim französischen Erstligisten Entente Sportive Bisontine Féminin unter Vertrag. Daraufhin schloss sie sich dem rumänischen Erstligisten CS Dacia Mioveni 2012 an. Seit dem Sommer 2024 steht sie beim nordmazedonischen Erstligisten ŽRK Gjorče Petrov unter Vertrag.
Dežić lief für die kroatische Juniorinnennationalmannschaft auf, mit der sie an der U-19-Europameisterschaft 2013 und an der U-20-Weltmeisterschaft 2014 teilnahm. Mittlerweile läuft Dežić für die kroatische Nationalmannschaft, für die sie bis November 2018 insgesamt 4 Länderspiele bestritt. Sie nahm an der Europameisterschaft 2018 teil.